# Ahula
Ahula est un village de la Commune d'Albu dans le Comté de Järva en Estonie.
Au 31 décembre 2011, il compte 300 habitants.